# ルートパラダイス
『√P ルートパラダイス』は、久米田康治による漫画作品。『ヤングサンデー』（小学館）誌上において1987年から1988年まで連載。単行本はヤングサンデーコミックスより全2巻。
浪人生・桜春平が憧れの蒼山夏樹を水商売から足を洗わせる為にと奮闘する中で、風俗経営者としての才能を開花していく様を描く。

## 登場人物
桜 春平（さくら はるへい）
予備校生。3浪。母子家庭。夏樹の母にルノアールでぬいたと勘違いされたため好感を持たれる。夏樹が大学に合格した後でも物語の最後まで浪人生。風俗の才能があると店長たちにいわれる。実は海江田の息子であり、彼の死後、彼の財産を相続し、「風俗王」と呼ばれるまでの男となる。
蒼山 夏樹（あおやま なつき）
予備校生。仕送りがあるにも関わらず使用せず、キャバクラで働いて生活している。温泉旅館業界で有名な蒼山家第14代当主岩之介（いわのすけ）の長女。母は銀座一のホステスだった。
高田 美影（たかだ みかげ）
成城女子大学生。露出狂。
海江田 春樹（かいえだ はるき）
風俗界の影のドン。風俗虎の穴の設立者。春平が自分の息子と知り、彼を自分の跡継ぎとして育てる為、様々な試練を与える。財産を全て春平に渡す様に書き記した遺言書と残して、物語終盤で事故死する。死因は腹上死。夏樹の母親と因縁があり、彼女から怨まれていた。
店長
夏樹の勤める店の店長。店の名前はよく変わる。
金田 末吉
風俗記者。

## 単行本
久米田康治『√Pルートパラダイス』小学館〈ヤングサンデーコミックス〉
1. 1994年2月5日初版発行 ISBN 4091515312 [1]
2. 1994年9月5日初版発行 ISBN 4091515320

絶版後、復刊ドットコムによりコミックパークで復刊販売。